# جيرمان لوبيز
جيرمان لوبيز (بالإسبانية: Germán López)‏ مواليد 29 ديسمبر 1971 في برشلونة، هو لاعب كرة مضرب إسباني سابق بدأ مسيرته كمحترف سنة 1990 وكان يلعب باليد اليمنى. أعلى تصنيف له في الفردي كان المركز الـ 61 في سنة 1992.

## النهائيات

### الفردي: 1 (0–1)
| الحصيلة | الرقم | السنة | الدورة                            | الأرضية | المنافس في النهائي  | النتيجة في النهائي |
| ------- | ----- | ----- | --------------------------------- | ------- | ------------------- | ------------------ |
| الوصافة | 1.    | 1992  | بطولة الدار البيضاء للتنس، المغرب | ترابية  | غييرمو بيريز رولدان | 6–2, 5–7, 3–6      |

## روابط خارجية
- جيرمان لوبيز على موقع رابطة محترفي التنس (الإنجليزية)
- جيرمان لوبيز على موقع الاتحاد الدولي لكرة المضرب (الإنجليزية)
- جيرمان لوبيز على موقع خلاصة التنس.كوم (الإنجليزية)